# System terapeutyczny
System terapeutyczny – urządzenie lub postać leku dozująca substancję leczniczą do krwiobiegu, z określoną szybkością przez określony czas. Szybkość uwalniania leku z systemów terapeutycznych, w przeciwieństwie do wszystkich innych postaci leku, jest stała, przez cały czas działania systemu, a więc niezależna od ilości pozostającej w nim substancji leczniczej. Głównym celem stosowania leków w tej postaci jest zapewnianie przez możliwie długi czas, stałego stężenia substancji leczniczej w miejscu jej działania.
System terapeutyczny nie jest charakteryzowany, tak jak inne postaci leku, dawką, lecz ilością substancji leczniczej uwalnianej do organizmu w jednostce czasu oraz okresem, w którym stała szybkość uwalniania jest utrzymana.
Lek w postaci systemu terapeutycznego może podawać substancję leczniczą do organizmu różnymi drogami. W związku z tym wyróżnia się następujące rodzaje systemów:
- Transdermalny system terapeutyczny
- Doustny system terapeutyczny
- Implantacyjny system terapeutyczny
- Infuzyjny system terapeutyczny

Systemy terapeutyczne zostały wprowadzone do lecznictwa w latach 70. XX wieku i są stosowane coraz częściej.

## Transdermalny system terapeutyczny

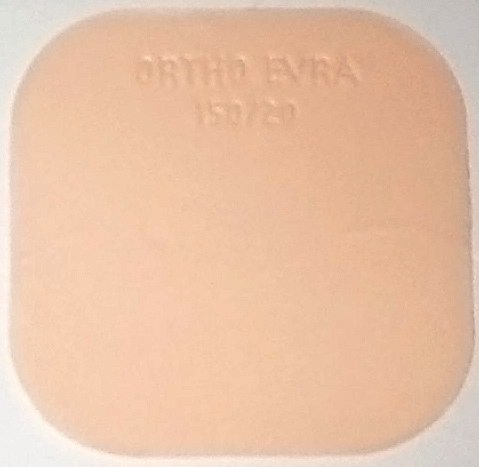
Środek antykoncepcyjny w TTS

Nazywany też przezskórnym systemem terapeutycznym lub w skrócie TTS. Ma postać kilkuwarstwowego plastra, nasączonego lekiem, który nakleja się na nieuszkodzoną i nieowłosioną skórę. Lek uwalnia się do krwi (przedostaje się przez skórę) ze stałą szybkością przez cały czas działania plastra (do 7 dni, zgodnie z opisem konkretnego produktu), dzięki specjalnej membranie kontrolującej uwalnianie. Każdy TTS jest pokryty warstwą zabezpieczającą zewnętrzną, chroniącą system przed wilgocią i innymi niekorzystnymi czynnikami. Pod nią znajduje się zbiornik leku w postaci przestrzeni pomiędzy membranami lub nierozpuszczalnej matrycy, w której zawieszona jest substancja lecznicza. Plaster przylega do skóry membraną kontrolującą uwalnianie, pokrytą klejem.

Zaletami TTS, poza utrzymywaniem stałego stężenia substancji leczniczej we krwi przez długi czas, są:
- możliwość podawania leków wrażliwych na działanie kwasu żołądkowego lub ulegających efektowi pierwszego przejścia przez wątrobę
- łatwa aplikacja, możliwość podania pacjentom niewspółpracującym, np. nieprzytomnym
- możliwość rzadkiego dawkowania leku (np. raz na tydzień).

Transdermalne systemy terapeutyczne nie mogą drażnić ani uczulać skóry, muszą przyklejać się pod wpływem niewielkiej siły i odklejać bez wyraźnego uszkodzenia skóry.
W postaci plastrów podaje się między innymi: fentanyl, nikotynę (w nikotynowej terapii zastępczej), żeńskie hormony płciowe (w antykoncepcji oraz w hormonalnej terapii zastępczej), nitroglicerynę.

## Doustny system terapeutyczny
Doustne systemy terapeutyczne to tabletki lub kapsułki skonstruowane tak, aby uwalniały substancję leczniczą w sposób ciągły, ze stałą szybkością. W doustnych systemach terapeutycznych dozowanie leku następuje na skutek wytworzenia wysokiego ciśnienia osmotycznego, które powoduje wypychanie roztworu substancji leczniczej z tabletki (lub kapsułki) przez otwór w otoczce. 
Systemy terapeutyczne zawierające substancję leczniczą rozpuszczalną w wodzie mają budowę jednokomorową. Cała substancja lecznicza zebrana jest w jednym zbiorniku, otoczonym błoną wybiórczo przepuszczalną (przepuszczalną dla wody i nieprzepuszczalną dla roztworu substancji leczniczej). Po zażyciu leku, woda dostająca się do zbiornika rozpuszcza składnik aktywny leku, a roztwór, pod wpływem powstałego ciśnienia osmotycznego, zostaje wypchnięty przez otwór dozujący do światła żołądka lub jelit. System taki tworzy elementarną pompę osmotyczną, nazywaną w skrócie OROS (ang. Oral Osmotic System).
Przykłady leków stosowanych w tej formie: acetazolamid, nifedypina, glipizyd.
Dla leków nierozpuszczalnych w wodzie buduje się systemy dwukomorowe, (OROS push-pull). Kapsułka będąca takim systemem jest podzielona elastyczną membraną na dwie komory. W jednej znajduje się lek w postaci proszku lub zawiesiny, a w drugiej substancja osmotycznie czynna – np. NaCl. Całość, podobnie jak w systemie OROS, jest otoczona półprzepuszczalną błoną. OROS push-pull wyposażone są ponadto w otworek zlokalizowany po stronie leku. Po dostaniu się kapsułki do przewodu pokarmowego, NaCl jest rozpuszczany w wodzie i wytwarza wysokie ciśnienie osmotyczne, powodujące odkształcenie elastycznej błony dzielącej komory w kapsułce i stopniowe wypychanie leku przez otwór na zewnątrz. 
Systemy dwukomorowe zostały zaprojektowane m.in. dla: nifedypiny, metoprololu, oksprenololu.